# Gäddtjärnen (Envikens socken, Dalarna)
Gäddtjärnen är en sjö i Falu kommun i Dalarna och ingår i Dalälvens huvudavrinningsområde.